# Partito Socialista del Vietnam
Il Partito Socialista del Vietnam (in vietnamita Đảng Xã hội Việt Nam) è stato un partito politico vietnamita d'ispirazione socialista fondato il 22 luglio del 1946 e sciolto il 22 luglio 1988, parte del governo del Vietnam del Nord fino al 1976 e del Vietnam riunificato dal 1976.
Il partito aderiva al Fronte della Patria Vietnamita insieme al Partito Comunista e al Partito Democratico del Vietnam ed era stato fondato con l'obiettivo preciso di unire l' "intellighenzia patriottica", insieme al Partito Democratico. I socialisti aderirono al governo della Repubblica Democratica del Vietnam ed il membro del partito Hoàng Minh Giám fu ministro degli esteri del Vietnam del Nord per un periodo.
Tra i leader chiave del partito si ricordano Nguyễn Xiển, vicesegretario dell'organizzazione dal 1946 al 1956 e segretario del partito dal 1956 fino allo scioglimento nel 1988, e Hoàng Minh Giám, vicesegretario dal 1956 al 1988.